# Llista d'asteroides/149501-149600
| Nom                   | Designació provisional | Data de descobriment   | Lloc de descobriment | Descobridor/s      |
| --------------------- | ---------------------- | ---------------------- | -------------------- | ------------------ |
| 149501 -              | 2003 FV34              | 23 de març de 2003     | Kitt Peak            | Spacewatch         |
| 149502 -              | 2003 FP35              | 23 de març de 2003     | Kitt Peak            | Spacewatch         |
| 149503 -              | 2003 FP39              | 24 de març de 2003     | Kitt Peak            | Spacewatch         |
| 149504 -              | 2003 FQ46              | 24 de març de 2003     | Kitt Peak            | Spacewatch         |
| 149505 -              | 2003 FS49              | 24 de març de 2003     | Haleakala            | NEAT               |
| 149506 -              | 2003 FF55              | 26 de març de 2003     | Palomar              | NEAT               |
| 149507 -              | 2003 FC57              | 26 de març de 2003     | Palomar              | NEAT               |
| 149508 -              | 2003 FN57              | 26 de març de 2003     | Kitt Peak            | Spacewatch         |
| 149509 -              | 2003 FH59              | 26 de març de 2003     | Palomar              | NEAT               |
| 149510 -              | 2003 FB68              | 26 de març de 2003     | Palomar              | NEAT               |
| 149511 -              | 2003 FC68              | 26 de març de 2003     | Palomar              | NEAT               |
| 149512 -              | 2003 FK69              | 26 de març de 2003     | Palomar              | NEAT               |
| 149513 -              | 2003 FB71              | 26 de març de 2003     | Kitt Peak            | Spacewatch         |
| 149514 -              | 2003 FJ71              | 26 de març de 2003     | Kitt Peak            | Spacewatch         |
| 149515 -              | 2003 FA72              | 26 de març de 2003     | Haleakala            | NEAT               |
| 149516 -              | 2003 FS73              | 26 de març de 2003     | Palomar              | NEAT               |
| 149517 -              | 2003 FF74              | 26 de març de 2003     | Haleakala            | NEAT               |
| 149518 -              | 2003 FC82              | 27 de març de 2003     | Kitt Peak            | Spacewatch         |
| 149519 -              | 2003 FA91              | 29 de març de 2003     | Anderson Mesa        | LONEOS             |
| 149520 -              | 2003 FJ93              | 29 de març de 2003     | Anderson Mesa        | LONEOS             |
| 149521 -              | 2003 FS93              | 29 de març de 2003     | Anderson Mesa        | LONEOS             |
| 149522 -              | 2003 FT97              | 30 de març de 2003     | Anderson Mesa        | LONEOS             |
| 149523 -              | 2003 FM106             | 26 de març de 2003     | Kitt Peak            | Spacewatch         |
| 149524 -              | 2003 FH107             | 30 de març de 2003     | Socorro              | LINEAR             |
| 149525 -              | 2003 FB111             | 31 de març de 2003     | Socorro              | LINEAR             |
| 149526 -              | 2003 FE113             | 31 de març de 2003     | Kitt Peak            | Spacewatch         |
| 149527 -              | 2003 FK117             | 25 de març de 2003     | Palomar              | NEAT               |
| 149528 Simónrodríguez | 2003 FD129             | 24 de març de 2003     | Mérida               | I. Ferrin, C. Leal |
| 149529 -              | 2003 GR4               | 1 d'abril de 2003      | Socorro              | LINEAR             |
| 149530 -              | 2003 GC6               | 1 d'abril de 2003      | Socorro              | LINEAR             |
| 149531 -              | 2003 GO11              | 1 d'abril de 2003      | Kitt Peak            | Spacewatch         |
| 149532 -              | 2003 GS14              | 2 d'abril de 2003      | Haleakala            | NEAT               |
| 149533 -              | 2003 GK16              | 2 d'abril de 2003      | Haleakala            | NEAT               |
| 149534 -              | 2003 GG23              | 4 d'abril de 2003      | Anderson Mesa        | LONEOS             |
| 149535 -              | 2003 GS29              | 7 d'abril de 2003      | Kitt Peak            | Spacewatch         |
| 149536 -              | 2003 GV41              | 6 d'abril de 2003      | Anderson Mesa        | LONEOS             |
| 149537 -              | 2003 GE42              | 9 d'abril de 2003      | Socorro              | LINEAR             |
| 149538 -              | 2003 GJ49              | 8 d'abril de 2003      | Socorro              | LINEAR             |
| 149539 -              | 2003 GS50              | 8 d'abril de 2003      | Haleakala            | NEAT               |
| 149540 -              | 2003 GY50              | 8 d'abril de 2003      | Haleakala            | NEAT               |
| 149541 -              | 2003 HX7               | 24 d'abril de 2003     | Anderson Mesa        | LONEOS             |
| 149542 -              | 2003 HO33              | 26 d'abril de 2003     | Kitt Peak            | Spacewatch         |
| 149543 -              | 2003 HM47              | 29 d'abril de 2003     | Kitt Peak            | Spacewatch         |
| 149544 -              | 2003 HY50              | 28 d'abril de 2003     | Kitt Peak            | Spacewatch         |
| 149545 -              | 2003 HE52              | 30 d'abril de 2003     | Kitt Peak            | Spacewatch         |
| 149546 -              | 2003 JP4               | 1 de maig de 2003      | Socorro              | LINEAR             |
| 149547 -              | 2003 JG7               | 2 de maig de 2003      | Socorro              | LINEAR             |
| 149548 -              | 2003 KY                | 20 de maig de 2003     | Haleakala            | NEAT               |
| 149549 -              | 2003 KP1               | 22 de maig de 2003     | Kitt Peak            | Spacewatch         |
| 149550 -              | 2003 KH2               | 22 de maig de 2003     | Kitt Peak            | Spacewatch         |
| 149551 -              | 2003 KO7               | 25 de maig de 2003     | Anderson Mesa        | LONEOS             |
| 149552 -              | 2003 KL15              | 26 de maig de 2003     | Kitt Peak            | Spacewatch         |
| 149553 -              | 2003 KT15              | 27 de maig de 2003     | Kitt Peak            | Spacewatch         |
| 149554 -              | 2003 KF28              | 22 de maig de 2003     | Kitt Peak            | Spacewatch         |
| 149555 -              | 2003 KN31              | 26 de maig de 2003     | Kitt Peak            | Spacewatch         |
| 149556 -              | 2003 LJ2               | 2 de juny de 2003      | Kitt Peak            | Spacewatch         |
| 149557 -              | 2003 LW5               | 4 de juny de 2003      | Reedy Creek          | J. Broughton       |
| 149558 -              | 2003 NJ9               | 1 de juliol de 2003    | Socorro              | LINEAR             |
| 149559 -              | 2003 OG1               | 22 de juliol de 2003   | Campo Imperatore     | CINEOS             |
| 149560 -              | 2003 QZ91              | 24 d'agost de 2003     | Cerro Tololo         | M. W. Buie         |
| 149561 -              | 2003 SJ219             | 28 de setembre de 2003 | Socorro              | LINEAR             |
| 149562 -              | 2003 US13              | 21 d'octubre de 2003   | Kitt Peak            | Spacewatch         |
| 149563 -              | 2003 VF9               | 15 de novembre de 2003 | Kitt Peak            | Spacewatch         |
| 149564 -              | 2003 WK7               | 18 de novembre de 2003 | Socorro              | LINEAR             |
| 149565 -              | 2003 WH47              | 18 de novembre de 2003 | Kitt Peak            | Spacewatch         |
| 149566 -              | 2003 WC122             | 20 de novembre de 2003 | Socorro              | LINEAR             |
| 149567 -              | 2003 XG11              | 11 de desembre de 2003 | Socorro              | LINEAR             |
| 149568 -              | 2003 YG4               | 16 de desembre de 2003 | Kitt Peak            | Spacewatch         |
| 149569 -              | 2003 YJ47              | 17 de desembre de 2003 | Kitt Peak            | Spacewatch         |
| 149570 -              | 2003 YW51              | 18 de desembre de 2003 | Socorro              | LINEAR             |
| 149571 -              | 2003 YJ52              | 18 de desembre de 2003 | Palomar              | NEAT               |
| 149572 -              | 2003 YY92              | 21 de desembre de 2003 | Socorro              | LINEAR             |
| 149573 -              | 2003 YK180             | 21 de desembre de 2003 | Apache Point         | SDSS               |
| 149574 -              | 2004 BU30              | 18 de gener de 2004    | Palomar              | NEAT               |
| 149575 -              | 2004 BA37              | 19 de gener de 2004    | Kitt Peak            | Spacewatch         |
| 149576 -              | 2004 BA43              | 22 de gener de 2004    | Palomar              | NEAT               |
| 149577 -              | 2004 BH44              | 22 de gener de 2004    | Socorro              | LINEAR             |
| 149578 -              | 2004 BJ56              | 23 de gener de 2004    | Anderson Mesa        | LONEOS             |
| 149579 -              | 2004 BT79              | 23 de gener de 2004    | Socorro              | LINEAR             |
| 149580 -              | 2004 BQ97              | 26 de gener de 2004    | Anderson Mesa        | LONEOS             |
| 149581 -              | 2004 BF99              | 27 de gener de 2004    | Kitt Peak            | Spacewatch         |
| 149582 -              | 2004 BX104             | 24 de gener de 2004    | Socorro              | LINEAR             |
| 149583 -              | 2004 BK105             | 24 de gener de 2004    | Socorro              | LINEAR             |
| 149584 -              | 2004 BD108             | 28 de gener de 2004    | Catalina             | CSS                |
| 149585 -              | 2004 BV115             | 24 de gener de 2004    | Socorro              | LINEAR             |
| 149586 -              | 2004 CZ17              | 10 de febrer de 2004   | Catalina             | CSS                |
| 149587 -              | 2004 CY18              | 11 de febrer de 2004   | Kitt Peak            | Spacewatch         |
| 149588 -              | 2004 CC29              | 12 de febrer de 2004   | Kitt Peak            | Spacewatch         |
| 149589 -              | 2004 CN35              | 11 de febrer de 2004   | Kitt Peak            | Spacewatch         |
| 149590 -              | 2004 CO36              | 12 de febrer de 2004   | Desert Eagle         | W. K. Y. Yeung     |
| 149591 -              | 2004 CL51              | 13 de febrer de 2004   | Desert Eagle         | W. K. Y. Yeung     |
| 149592 -              | 2004 CU51              | 11 de febrer de 2004   | Palomar              | NEAT               |
| 149593 -              | 2004 CL69              | 11 de febrer de 2004   | Palomar              | NEAT               |
| 149594 -              | 2004 CR80              | 11 de febrer de 2004   | Palomar              | NEAT               |
| 149595 -              | 2004 CM85              | 14 de febrer de 2004   | Kitt Peak            | Spacewatch         |
| 149596 -              | 2004 CC96              | 14 de febrer de 2004   | Kitt Peak            | Spacewatch         |
| 149597 -              | 2004 CH103             | 12 de febrer de 2004   | Palomar              | NEAT               |
| 149598 -              | 2004 CP110             | 13 de febrer de 2004   | Kitt Peak            | Spacewatch         |
| 149599 -              | 2004 CT128             | 14 de febrer de 2004   | Kitt Peak            | Spacewatch         |
| 149600 -              | 2004 DH12              | 17 de febrer de 2004   | Haleakala            | NEAT               |